# 昨日、いえなかったこと
『昨日、いえなかったこと』（きのう、いえなかったこと）は、山田デイジーによる日本の漫画作品。

## 概要
『なかよし』（講談社）において、2006年から2006年まで連載された。

## 書誌情報
山田デイジー 『昨日、いえなかったこと』 講談社〈講談社コミックスなかよし〉、全1巻
- 1巻、2006年9月6日発行、ISBN 4-06-364120-1